# Adolf Ligoń
Adolf Ligoń (ur. 20 lutego 1855 w Zawadzkiem, zm. 2 września 1931 w Katowicach) – działacz społeczny, pisarz, dziennikarz, wydawca.  

## Życiorys
Urodził się 20 lutego 1855 w Zawadzkiem (pow. strzelecki) na Opolszczyźnie, w rodzinie kowala - poety oraz pisarza ludowego Juliusza Ligonia. Rodzina Ligoniów przeniosła się tam z Królewskiej Huty (obecnie Chorzów) po urodzeniu jego starszego brata Jana Ligonia. Razem z bratem ukończył miejscową szkołę ludową.
W 1870 rodzina przeprowadza się do Królewskiej Huty. Jego brat Jan do 1884 był bibliotekarzem Kółka Towarzyskiego w Królewskiej Hucie oraz reżyserem i aktorem amatorskich przedstawień teatralnych.
Razem z ojcem brał udział w amatorskiej działalności scenicznej swego starszego brata. Na potrzeby amatorskiego teatru przerabiał niemieckie komedyjki, m.in. „Telefon bez drutu, czyli kiszkomówca”, „Opętany Walek”, „Pijak przed sądem”. Niektóre z przeróbek, m.in. „Śmierć za życia”, w 1881 publikował w „Gazecie Górnośląskiej”. Tłumaczył także niemieckie powieści.
W 1883 roku otworzył w Królewskiej Hucie księgarnię, którą po sporach z pruskimi władzami musiał niebawem zamknąć.
W 1884 roku jego brata Jana wyrzucono z pracy w hucie jako "polskiego agitatora". Wraz z braćmi: Janem i Robertem, przenoszą się do Pomiarek k. Truskawca (Małopolska). Brat Jan znalazł pracę jako maszynista przy szybach naftowych; Adolf pracował m.in. w Muszynie jako sekretarz sądowy.
W 1889 roku powrócił wraz z braćmi na Śląsk i zamieszkał w Królewskiej Hucie. Bez powodzenia próbował ponownie otworzyć księgarnię, tym razem w Piekarach. Niepowodzeniem zakończyła się także próba wydawania własnej gazety lokalnej.
Był redaktorem wielu czasopism katolickich: centrowej „Gazety Katolickiej”, dodatku do „Górnoślązaka” „Rodzina Chrześcijańska” oraz pisma „Straż znad Odry”. Był wydawcą pisemka „Dzwonek Maryi”, a także pisma Towarzystwa Maryańskiego „Tygodnik Katolicki”.
W latach 1899–1900 prezes Kółka Towarzyskiego w Królewskiej Hucie; w 1902 roku skarbnik miejscowego gniazda (koła) Polskiego Towarzystwa Gimnastycznego „Sokół”. W 1906 roku został prezesem Koła Śpiewaczego „Harmonia”.
W latach 1907–1908 pełnił funkcję skarbnika Polskiego Komitetu Wyborczego dla Śląska; także funkcję generalnego skarbnika Związku Wzajemnej Pomocy Chrześcijańskich Robotników Górnośląskich. W 1910 sekretarz Zjednoczenia Zawodowego Polskiego, rok później sekretarz Banku Ludowego.
Jako członek Polskiego Komitetu Wyborczego organizował wiece przedwyborcze na Górnym Śląsku. Podczas plebiscytu działał w ramach Polskiego Komisariatu Plebiscytowego w Bytomiu.
Był mężem Wiktorii z Kaweckich, z którą miał dwóch synów - Kazimierza oraz Zygmunta.
Zmarł 2 września 1931 roku w Katowicach.

## Ordery i odznaczenia
- Srebrny Krzyż Zasługi (7 lipca 1926)[1]